# Saint-Étienne-de-Fontbellon
Pour les articles homonymes, voir Saint-Étienne (homonymie).
Saint-Étienne-de-Fontbellon (en occitan : Sant Estève de Fontbelon) est une commune française située dans le département de l'Ardèche, en région Auvergne-Rhône-Alpes.

## Géographie

### Situation et description
La ville se situe dans le Vivarais, dans le secteur de la montagne ardéchoise. La commune fait partie du canton d'Aubenas, qui se situe à 2 km au nord-est de la commune.
Saint-Étienne-de-Fontbellon, qui dépasse en 2020 les 2 500 habitants, est commune indépendante depuis la Révolution française. Auparavant, Saint-Étienne-de-Fontbellon était une des paroisses de la communauté d'Aubenas. Il semblerait même que l'actuelle paroisse Saint-Laurent d'Aubenas soit selon les historiens la « fille » de celle de Saint-Étienne-de-Fontbellon.

### Communes limitrophes
Saint-Étienne-de-Fontbellon est limitrophe de cinq communes, toutes situées dans le département de l'Ardèche et réparties géographiquement de la manière suivante :

### Géologie et relief
La partie ouest de la commune, sur ses hauteurs proche d'Ailhon, présente par endroits des roches en Grès. Le reste de la commune présente plutôt des pierres calcaires et zones marneuses,,.
La partie est se trouve dans la plaine alluviale de l'Ardèche,,.

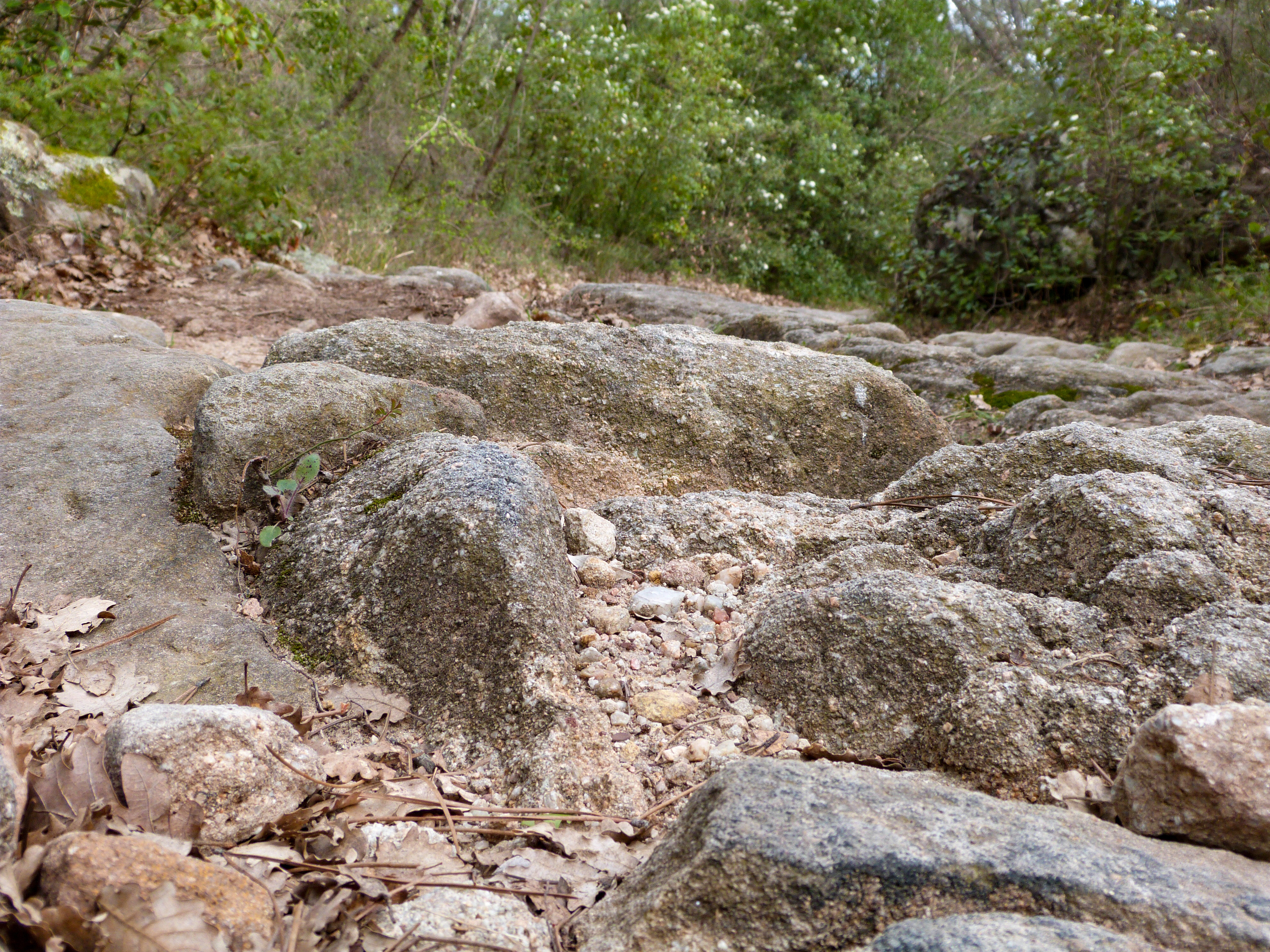
Rochers en grès dans la forêt proche d'Ailhon.
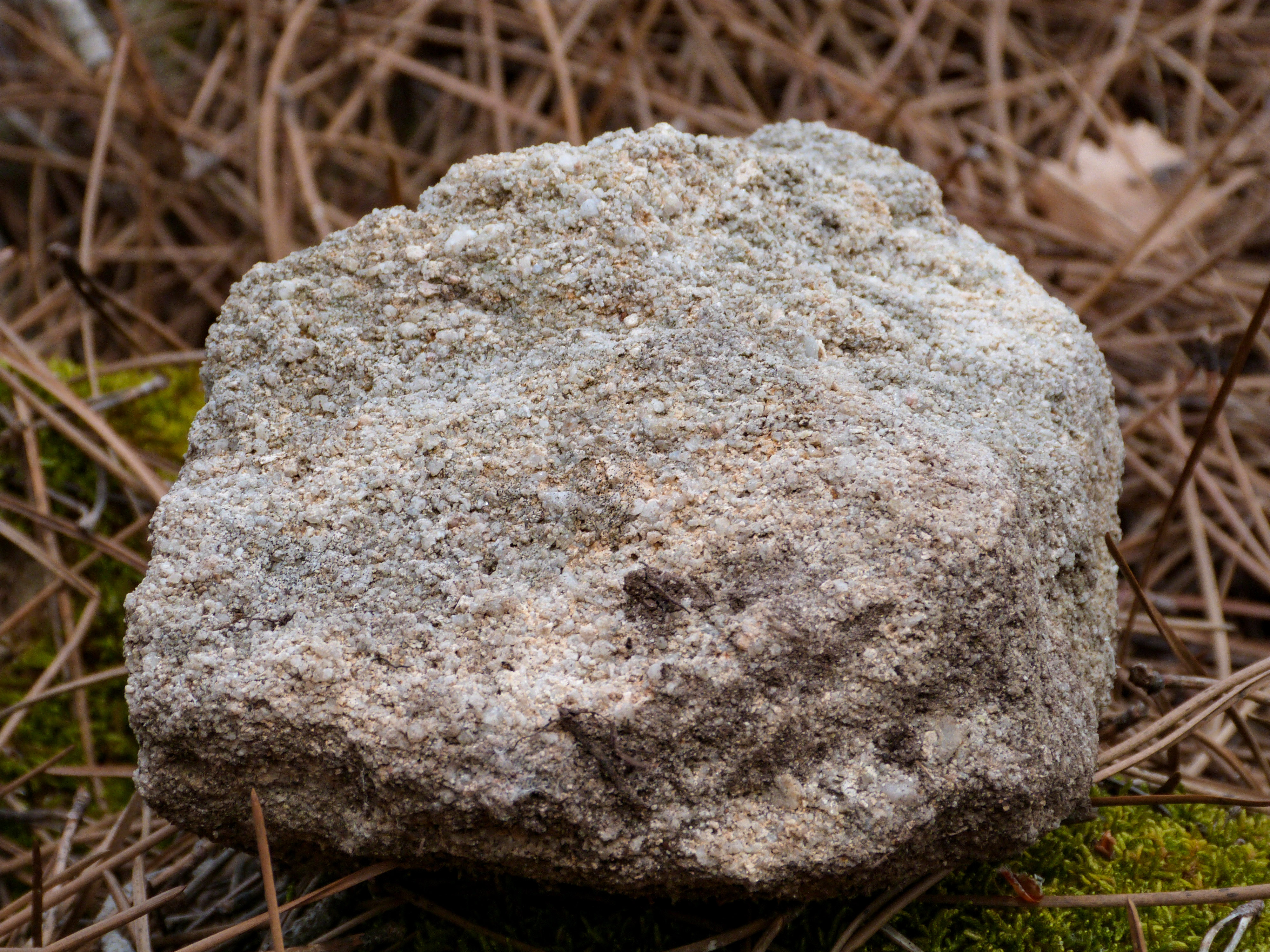
Pierre de grès de la commune en gros plan.
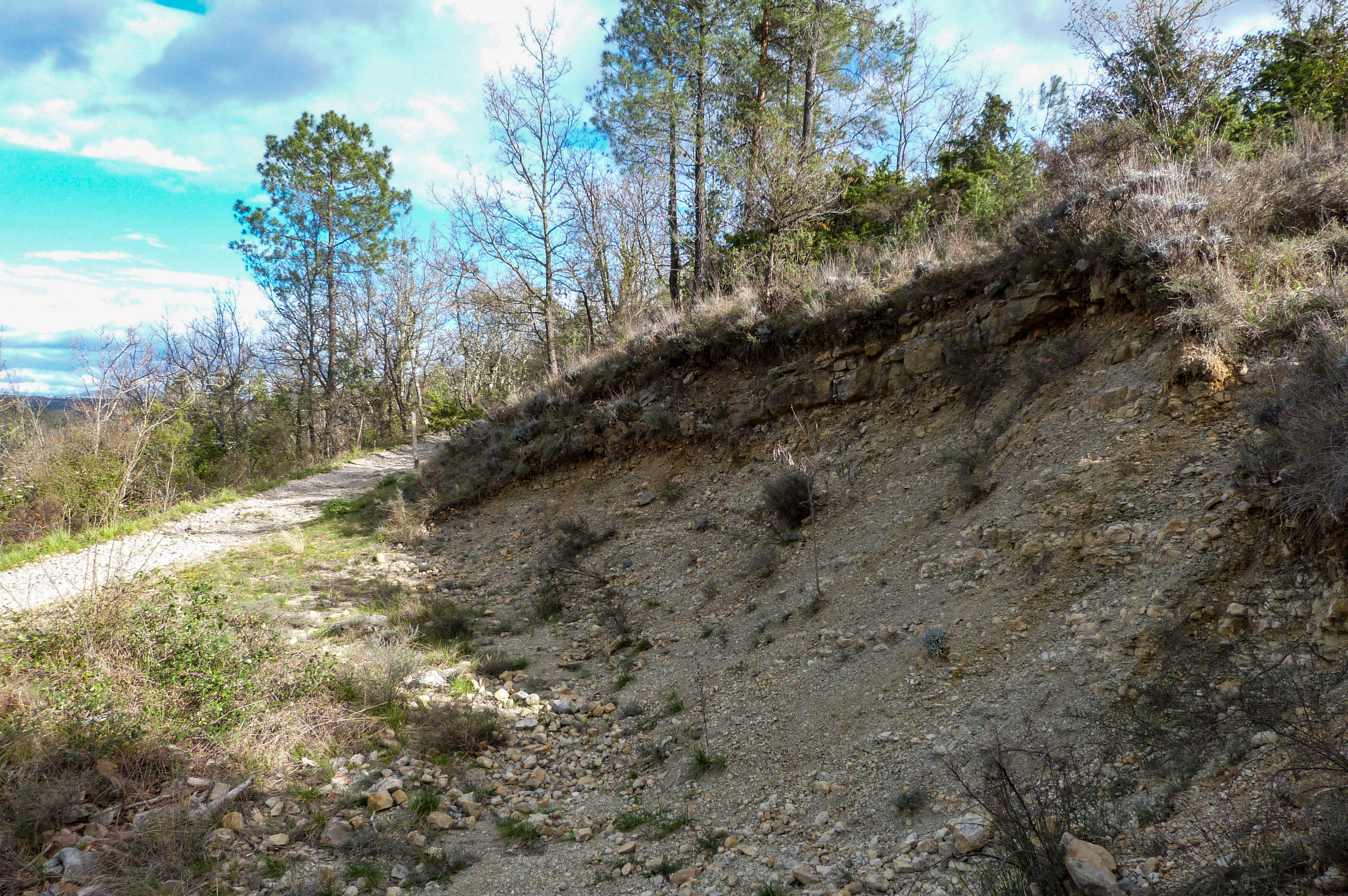
Exemple de sol marneux et calcaire dans les collines.

### Climat
Pour des articles plus généraux, voir Climat d'Auvergne-Rhône-Alpes et Climat de l'Ardèche.
En 2010, le climat de la commune est de type climat méditerranéen altéré, selon une étude du CNRS s'appuyant sur une série de données couvrant la période 1971-2000. En 2020, Météo-France publie une typologie des climats de la France métropolitaine dans laquelle la commune est exposée à un climat de montagne ou de marges de montagne et est dans la région climatique Provence, Languedoc-Roussillon, caractérisée par une pluviométrie faible en été, un très bon ensoleillement (2 600 h/an), un été chaud (21,5 °C), un air très sec en été, sec en toutes saisons, des vents forts (fréquence de 40 à 50 % de vents > 5 m/s) et peu de brouillards.
Pour la période 1971-2000, la température annuelle moyenne est de 12,6 °C, avec une amplitude thermique annuelle de 17,4 °C. Le cumul annuel moyen de précipitations est de 953 mm, avec 7,2 jours de précipitations en janvier et 4,5 jours en juillet. Pour la période 1991-2020, la température moyenne annuelle observée sur la station météorologique de Météo-France la plus proche, « Aubenas Sa », sur la commune d'Aubenas à 2 km à vol d'oiseau, est de 13,8 °C et le cumul annuel moyen de précipitations est de 1 061,4 mm,. Pour l'avenir, les paramètres climatiques de la commune estimés pour 2050 selon différents scénarios d'émission de gaz à effet de serre sont consultables sur un site dédié publié par Météo-France en novembre 2022.
| Mois                                  | jan.           | fév.            | mars            | avril         | mai             | juin          | jui.          | août          | sep.          | oct.          | nov.            | déc.           | année     |
| ------------------------------------- | -------------- | --------------- | --------------- | ------------- | --------------- | ------------- | ------------- | ------------- | ------------- | ------------- | --------------- | -------------- | --------- |
| Température minimale moyenne (°C)     | 1              | 1,1             | 3,9             | 6,5           | 10,2            | 13,9          | 16            | 15,6          | 12,2          | 8,9           | 4,6             | 1,6            | 8         |
| Température moyenne (°C)              | 5,6            | 6,4             | 9,9             | 12,6          | 16,6            | 20,7          | 23,2          | 22,9          | 18,6          | 14,2          | 9,3             | 6              | 13,8      |
| Température maximale moyenne (°C)     | 10,2           | 11,7            | 15,9            | 18,8          | 22,9            | 27,4          | 30,4          | 30,1          | 25            | 19,5          | 13,9            | 10,5           | 19,7      |
| Record de froid (°C) date du record   | −14 04.01.1971 | −9,9 10.02.1986 | −12,6 02.03.05  | −3,4 08.04.21 | −0,5 04.05.1979 | 5 07.06.1986  | 8 13.07.1993  | 5 30.08.1986  | 2 21.09.1977  | −3,3 26.10.03 | −8,6 28.11.1985 | −10,7 30.12.05 | −14 1971  |
| Record de chaleur (°C) date du record | 21,2 10.01.15  | 23,8 24.02.20   | 27,4 18.03.1997 | 30,2 24.04.07 | 34,2 21.05.22   | 42,2 27.06.19 | 41,3 22.07.19 | 42,3 13.08.03 | 36,9 16.09.19 | 31,2 09.10.23 | 26 03.11.1970   | 21 17.12.1985  | 42,3 2003 |
| Précipitations (mm)                   | 79,8           | 53,5            | 59              | 77,6          | 87,9            | 64,1          | 58            | 65            | 137,4         | 149,7         | 143,7           | 85,7           | 1 061,4   |

### Hydrographie
La commune est traversée par trois cours d'eau, l'Auzon, la Ribeyrasse, ainsi que le Valcroze,,.

De manière plus anecdotique, une petite partie du territoire communal est longée par l'Ardèche à l'est,.

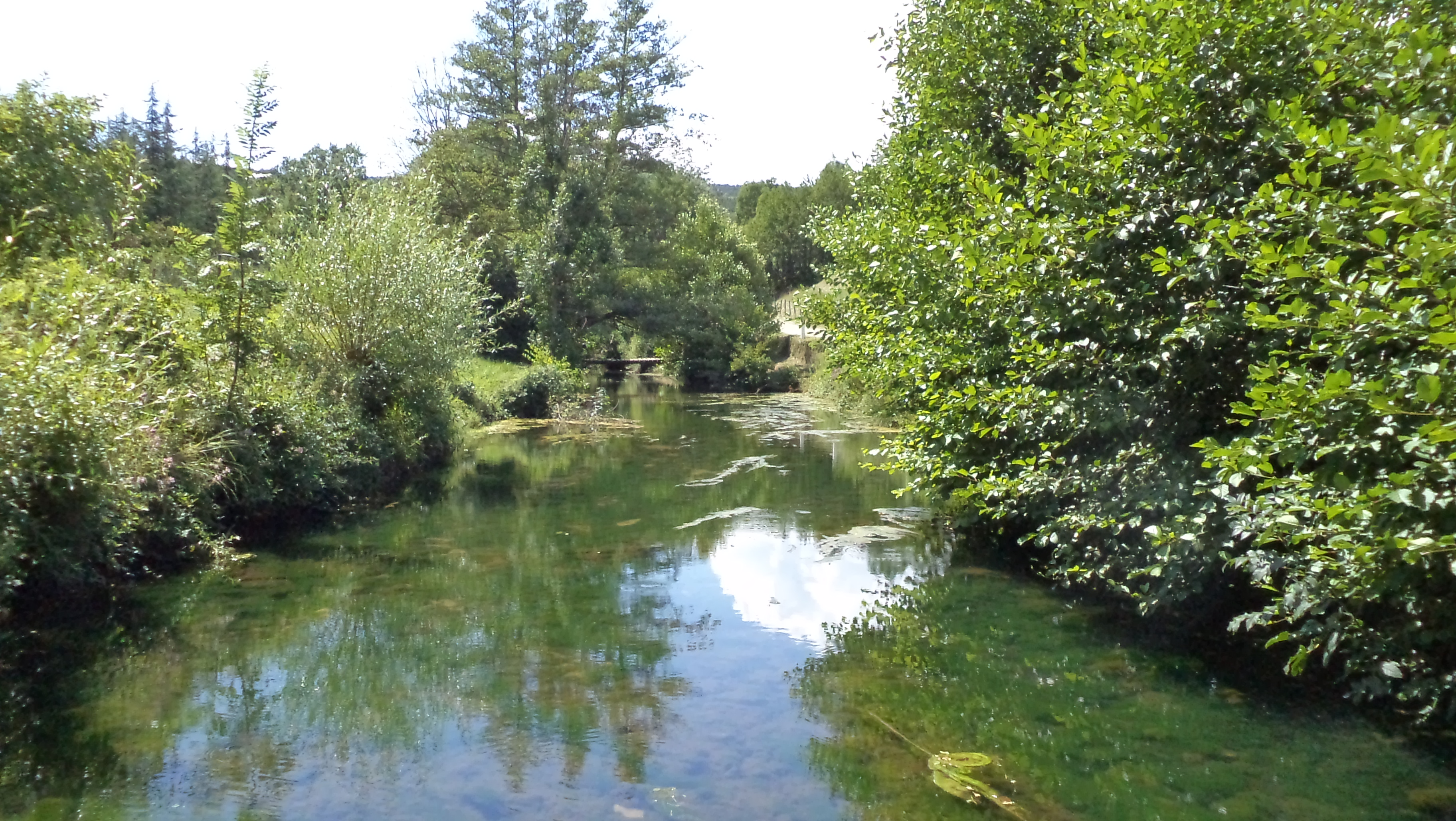
Le ruisseau Auzon à Saint-Étienne-de-Fontbellon.
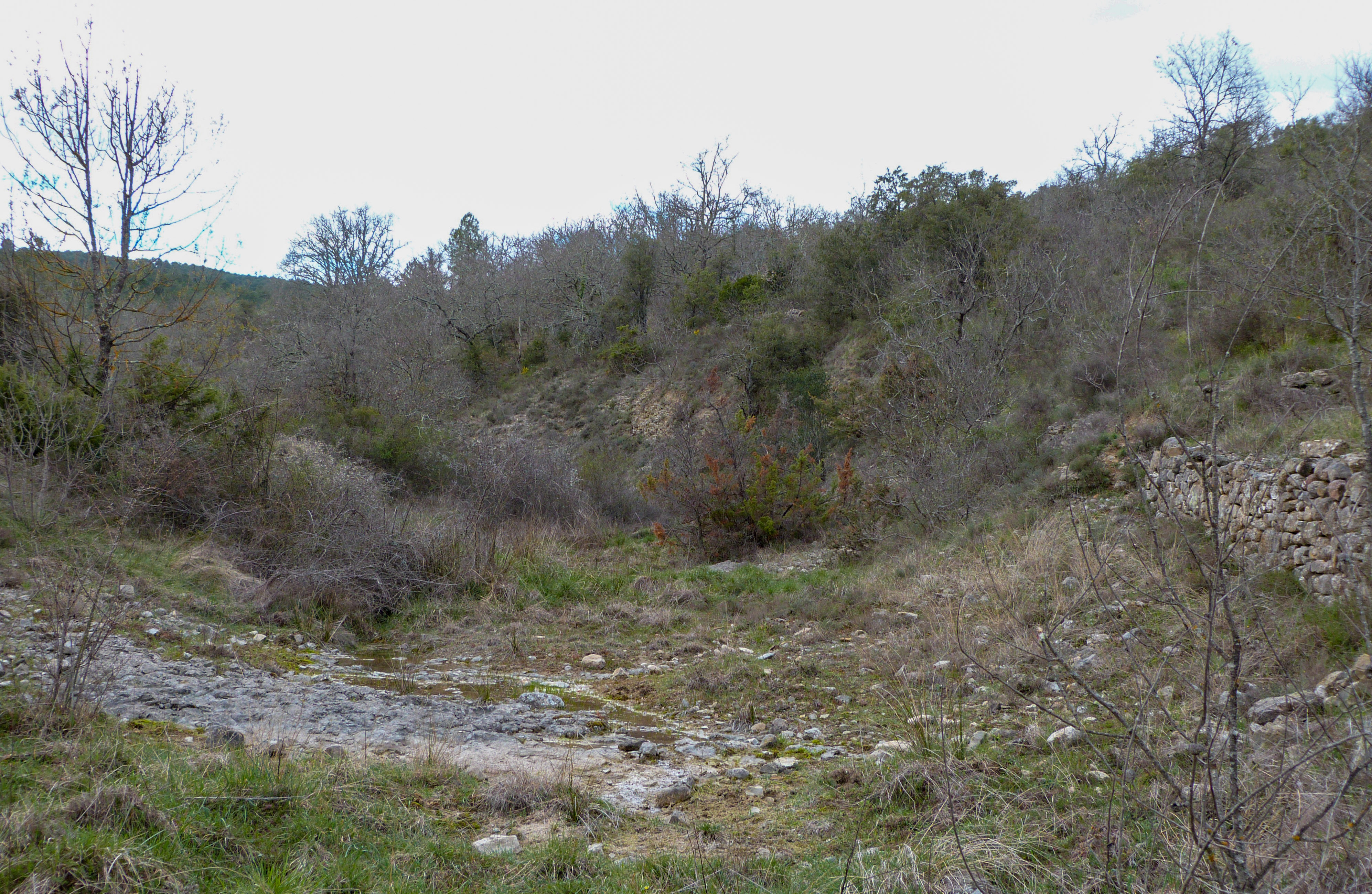
Le lit du ruisseau de Valcroze.

### Voies de communication

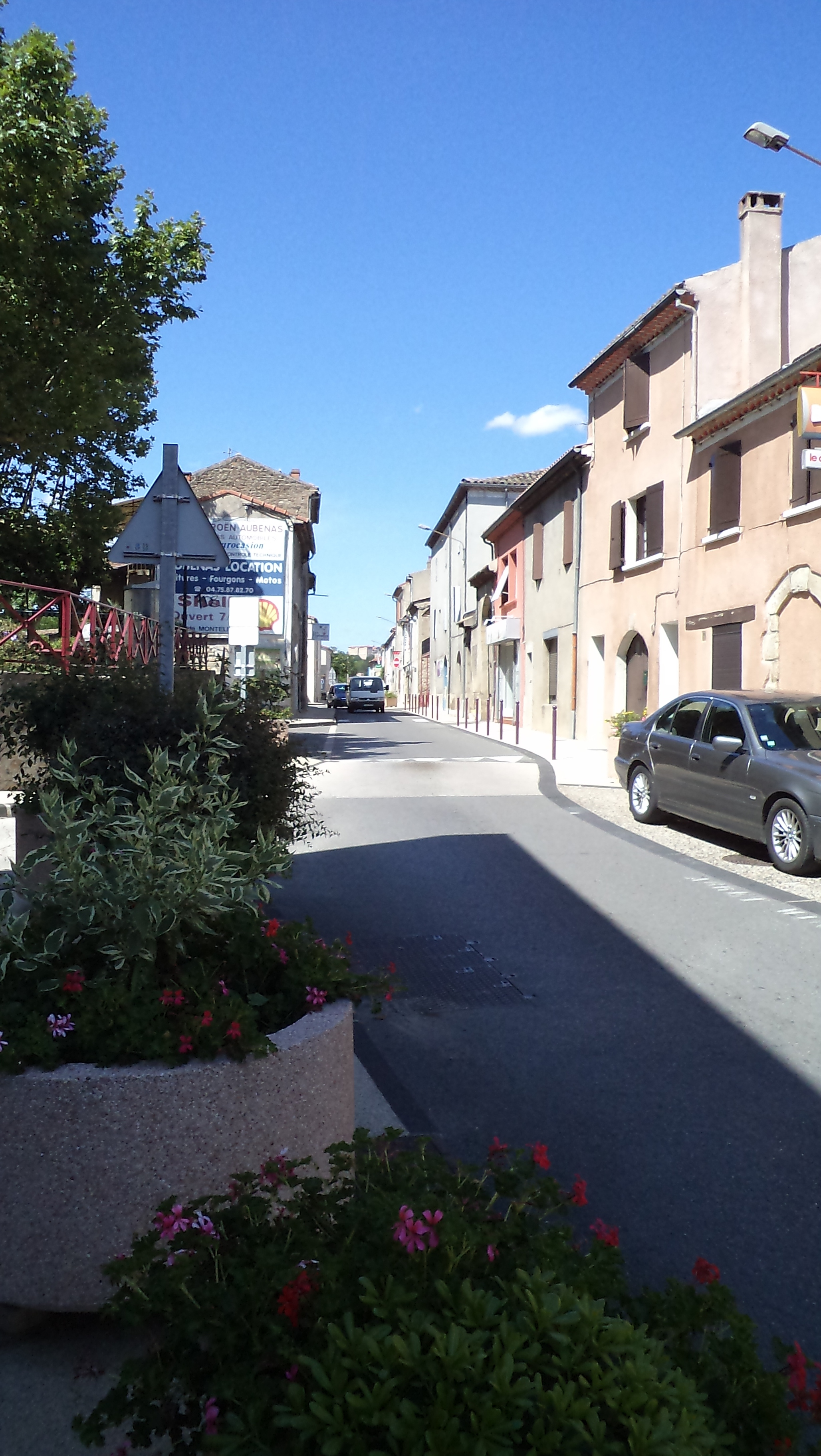
Rue principale du village, ancienne RN104.

La commune est desservie depuis septembre 2015 par la ligne 7 du réseau de transport en commun Tout' enBus. Cette ligne permet de relier les communes d'Aubenas et Lachapelle-sous-Aubenas.

La ligne d'autocar 74 permet aussi de rejoindre Les Vans ainsi que les gares SNCF de Montélimar et de Valence (Drôme).
La commune est traversée par l'ancienne RN 104 qui reliait Le Pouzin et la préfecture Privas passant par le Col de l'Escrinet, ainsi qu'Alès au sud dans le Gard.
La voie verte Via Ardèche traverse la commune depuis juillet 2024 en passant sur l'ancien tracé ferroviaire de la ligne de Vogüé à Lalevade-d'Ardèche,.

## Urbanisme

### Typologie
Au 1er janvier 2024, Saint-Étienne-de-Fontbellon est catégorisée ceinture urbaine, selon la nouvelle grille communale de densité à 7 niveaux définie par l'Insee en 2022.
Elle appartient à l'unité urbaine d'Aubenas, une agglomération intra-départementale dont elle est une commune de la banlieue,. Par ailleurs la commune fait partie de l'aire d'attraction d'Aubenas, dont elle est une commune du pôle principal,. Cette aire, qui regroupe 68 communes, est catégorisée dans les aires de 50 000 à moins de 200 000 habitants,.

### Occupation des sols
L'occupation des sols de la commune, telle qu'elle ressort de la base de données européenne d’occupation biophysique des sols Corine Land Cover (CLC), est marquée par l'importance des forêts et milieux semi-naturels (44,6 % en 2018), une proportion sensiblement équivalente à celle de 1990 (44,3 %). La répartition détaillée en 2018 est la suivante : 
zones urbanisées (32,4 %), forêts (29,8 %), milieux à végétation arbustive et/ou herbacée (14,8 %), cultures permanentes (14 %), zones agricoles hétérogènes (6,3 %), zones industrielles ou commerciales et réseaux de communication (2,7 %).
L'évolution de l’occupation des sols de la commune et de ses infrastructures peut être observée sur les différentes représentations cartographiques du territoire : la carte de Cassini (XVIIIe siècle), la carte d'état-major (1820-1866) et les cartes ou photos aériennes de l'IGN pour la période actuelle (1950 à aujourd'hui).

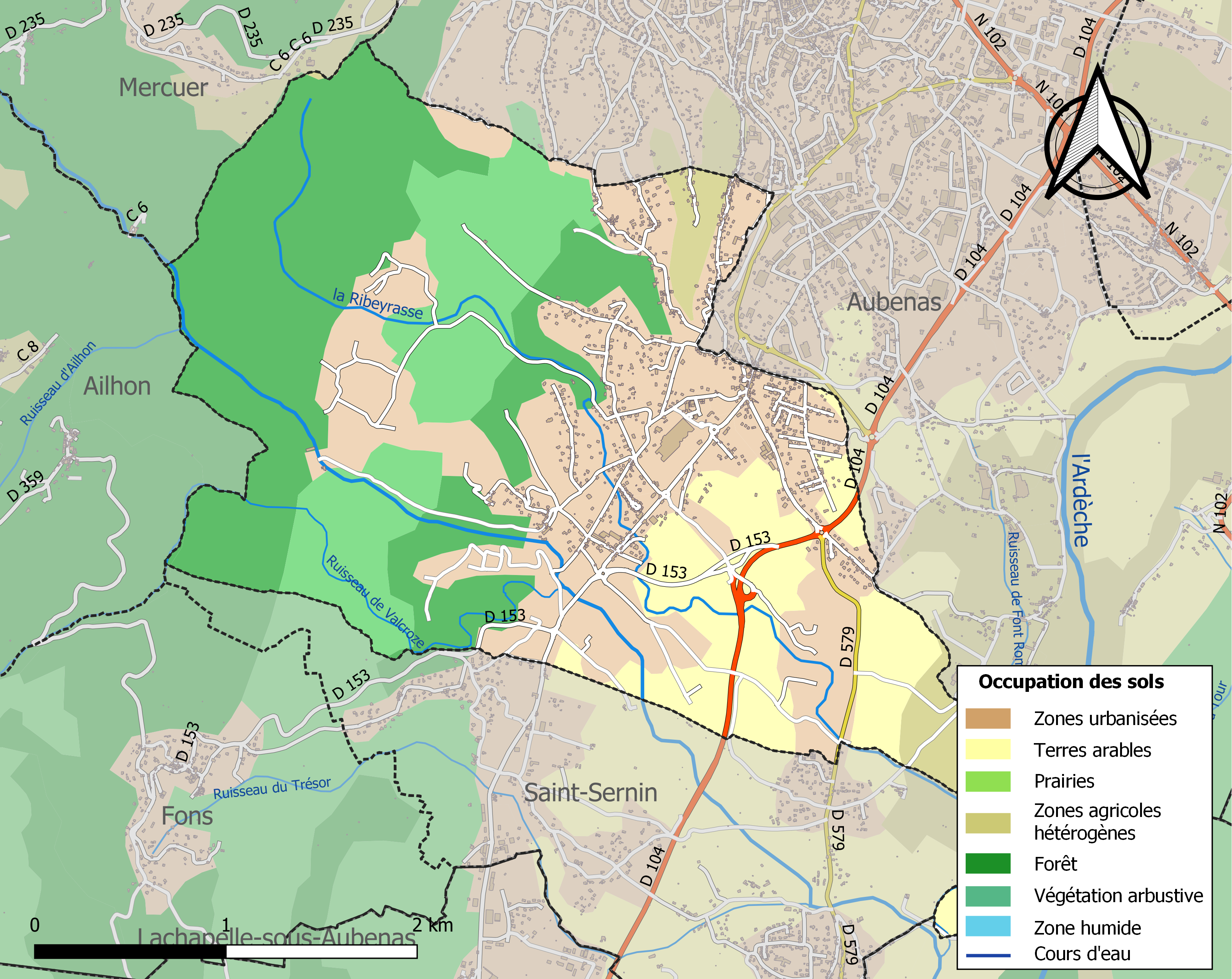
Carte des infrastructures et de l'occupation des sols de la commune en 2018 (CLC).

### Risques naturels

#### Risques sismiques
L'ensemble du territoire de la commune de Saint-Étienne-de-Fontbellon est situé en zone de sismicité no 2 (sur une échelle de 5), comme la plupart des communes situées sur le plateau et la montagne ardéchoise, mais non loin de la bordure occidentale de la zone no 3.
| Type de zone | Niveau           | Définitions (bâtiment à risque normal) |
| ------------ | ---------------- | -------------------------------------- |
| Zone 2       | Sismicité faible | accélération = 1,1 m/s2                |

#### Autres risques
Une partie de la commune est sujette à des risques d'inondations dus à ses différents ruisseaux et à la rivière Ardèche sur la partie est et sud-est,.

## Toponymie
La plus ancienne attestation du nom est « St Stephani Fontis Bellonis » et date de 1516. Elle vient du prénom du saint « Étienne » adossé à un nom de lieu précédent, Fontis Bellonis, « la source/fontaine de Bellone »,.

## Histoire
Au Moyen Âge, par exemple en 1464 (voir les estimes), les habitants de Saint-Étienne-de-Fontbellon qui dépendaient du mandement d'Aubenas, s'appelaient les « Masaiges ». Ce terme est un mot d'origine occitan désignant un groupe de fermes.
La commune de Saint-Étienne-de-Fontbellon, a été créée sur les fondations de la paroisse de « Fontisbellonessis ». La première municipalité a été élue le 31 janvier 1790. La commune existe, dans sa configuration territoriale actuelle depuis 1792. Elle s’étend sur plus de 950 hectares de plaines et collines, des rives de l’Ardèche jusqu’aux hauteurs bordant Ailhon, Mercuer, Aubenas. Longtemps essentiellement agricole, la commune connaîtra l’industrialisation avec l’installation de moulinages à Gaude et à Pont de Rigaud notamment.
Au cours des dernières décennies, Saint-Étienne-de-Fontbellon a connu une mutation sans précédent, passant du statut de commune rurale à celui de commune suburbaine à vocation commerciale. Un supermarché important s’est installé, et de nombreux magasins de détail sont venus enrichir la commune, prenant place aux côtés des commerces traditionnels.
La cave coopérative, existant depuis 1928, regroupe maintenant tous les vignerons du bassin albenassien.

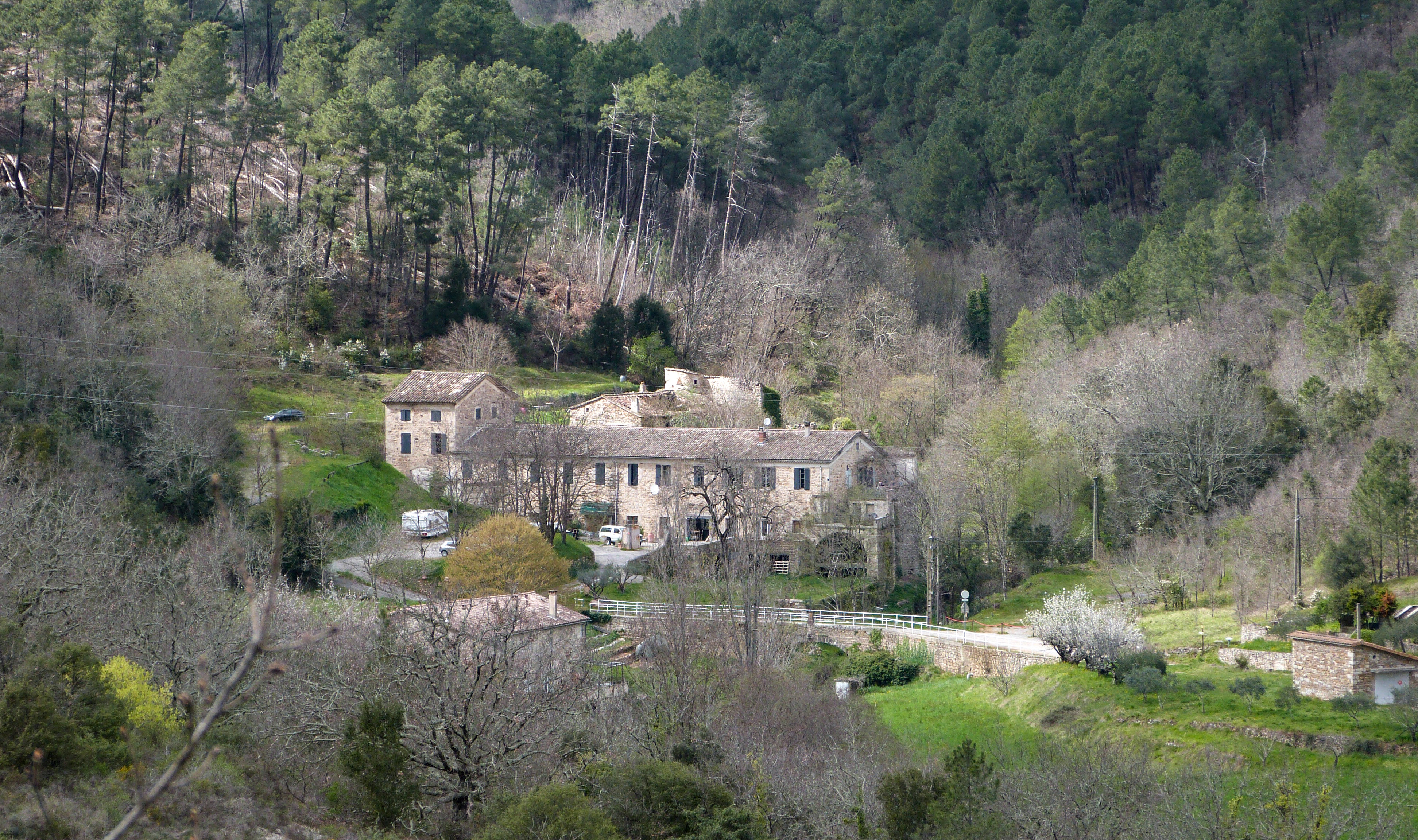
L'ancien moulinage de Gaude.
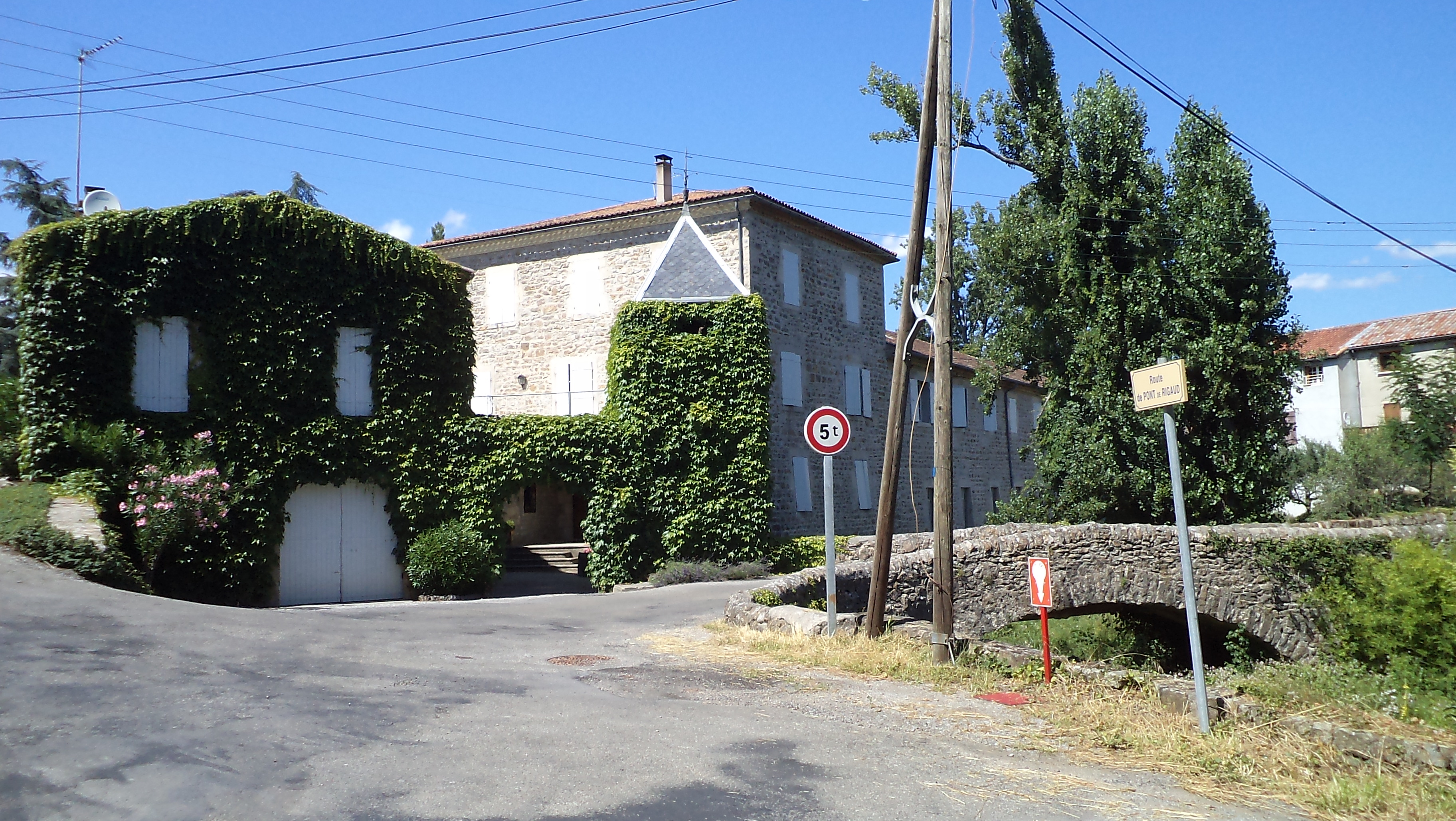
L'ancien moulinage du Pont de Rigaud.
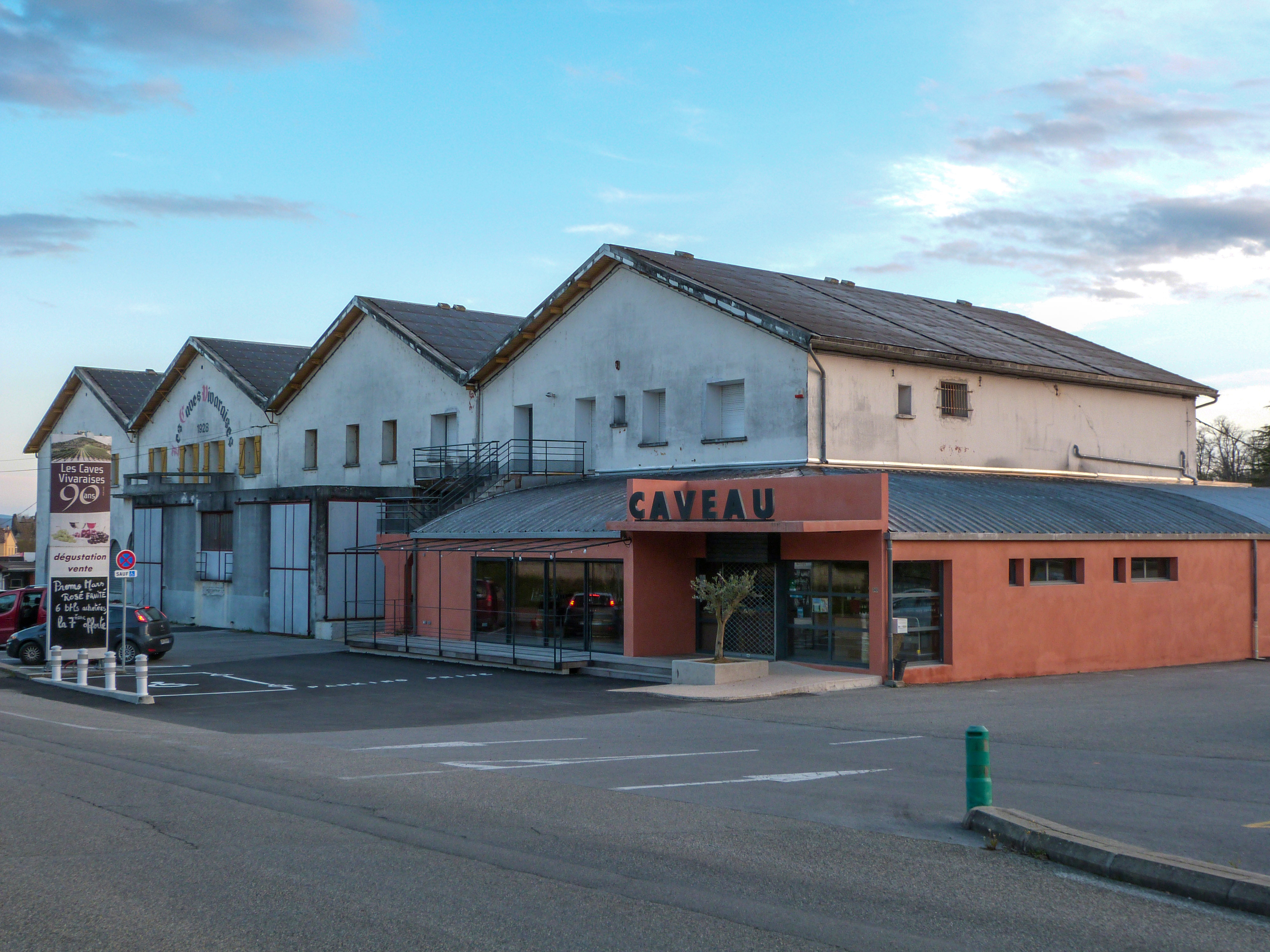
La cave coopérative en 2023.

## Politique et administration

### Liste des maires

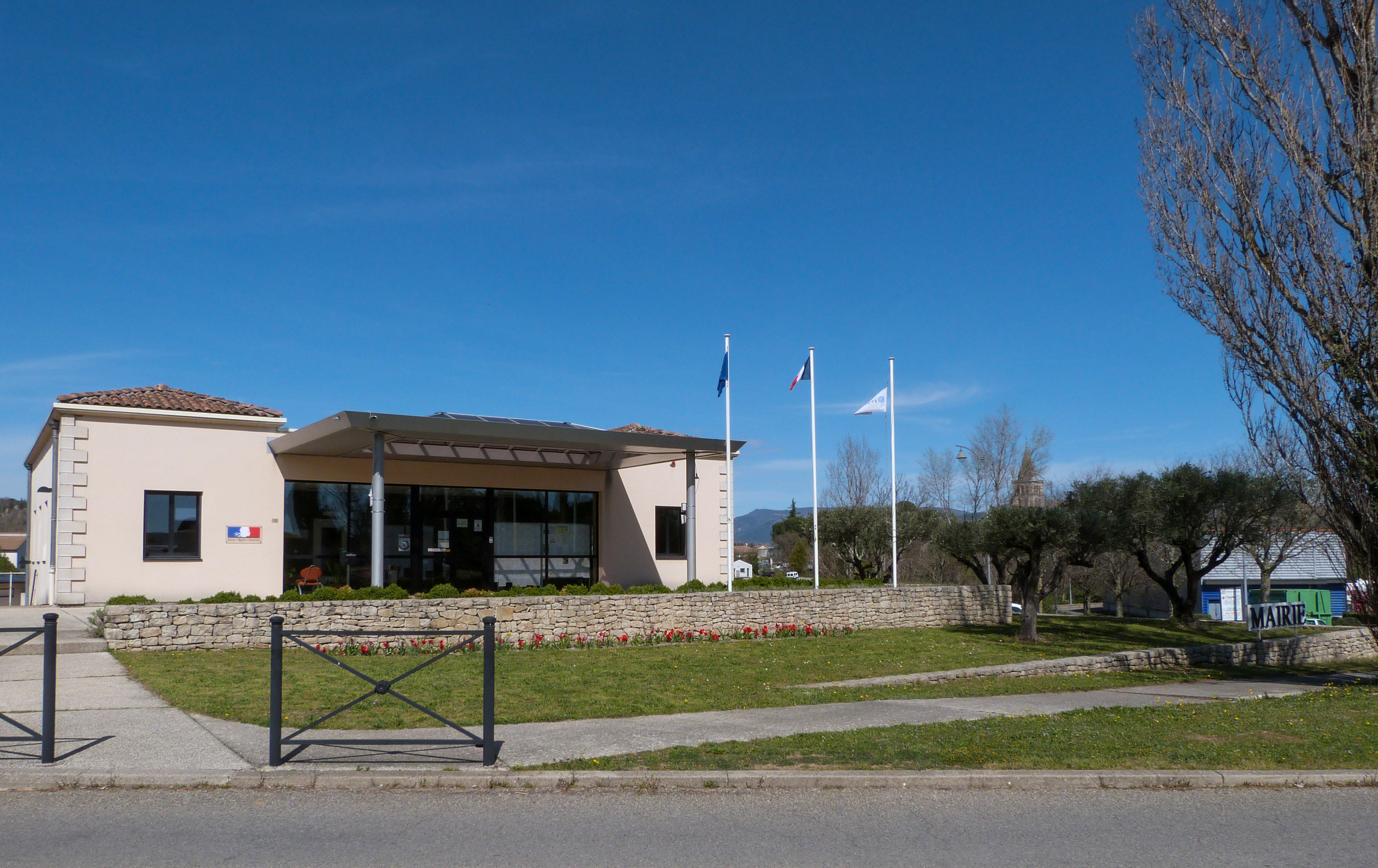
La mairie.

| Période                                  | Période      | Identité        | Étiquette | Qualité                                            |
| ---------------------------------------- | ------------ | --------------- | --------- | -------------------------------------------------- |
| Les données manquantes sont à compléter. |              |                 |           |                                                    |
| mars 1959                                | mars 1971    | Albert Darlix   |           |                                                    |
| mars 1971                                | mars 1983    | Claude Dalverny | DVD       | Technicien                                         |
| mars 1983                                | 24 août 1991 | Maurice Champel | UDF       | Exploitant agricole Président du syndicat des eaux |
| septembre 1991                           | mars 2001    | Raymond Polard  | DVD       | Fonctionnaire territorial                          |
| mars 2001                                | juillet 2020 | Paul Abeillon   | DVD       | Retraité                                           |
| juillet 2020                             | En cours     | Philippe Roux,  | DVD       | Cadre hospitalier en retraite                      |

## Population et société

### Démographie
L'évolution du nombre d'habitants est connue à travers les recensements de la population effectués dans la commune depuis 1793. Pour les communes de moins de 10 000 habitants, une enquête de recensement portant sur toute la population est réalisée tous les cinq ans, les populations de référence des années intermédiaires étant quant à elles estimées par interpolation ou extrapolation. Pour la commune, le premier recensement exhaustif entrant dans le cadre du nouveau dispositif a été réalisé en 2007.

En 2022, la commune comptait 2 894 habitants, en évolution de +7,34 % par rapport à 2016 (Ardèche : +2,48 %, France hors Mayotte : +2,11 %).
| 1793 | 1800 | 1806 | 1821  | 1831  | 1836  | 1841  | 1846  | 1851  |
| ---- | ---- | ---- | ----- | ----- | ----- | ----- | ----- | ----- |
| 806  | 753  | 979  | 1 076 | 1 286 | 1 350 | 1 507 | 1 544 | 1 380 |

| 1856  | 1861  | 1866  | 1872  | 1876  | 1881  | 1886  | 1891  | 1896  |
| ----- | ----- | ----- | ----- | ----- | ----- | ----- | ----- | ----- |
| 1 388 | 1 412 | 1 503 | 1 310 | 1 296 | 1 250 | 1 218 | 1 208 | 1 201 |

| 1901  | 1906  | 1911  | 1921 | 1926  | 1931  | 1936 | 1946 | 1954 |
| ----- | ----- | ----- | ---- | ----- | ----- | ---- | ---- | ---- |
| 1 211 | 1 174 | 1 171 | 984  | 1 009 | 1 034 | 942  | 844  | 927  |

| 1962 | 1968  | 1975  | 1982  | 1990  | 1999  | 2006  | 2007  | 2012  |
| ---- | ----- | ----- | ----- | ----- | ----- | ----- | ----- | ----- |
| 933  | 1 163 | 1 603 | 1 906 | 2 143 | 2 297 | 2 465 | 2 483 | 2 531 |

| 2017  | 2022  | - | - | - | - | - | - | - |
| ----- | ----- | - | - | - | - | - | - | - |
| 2 717 | 2 894 | - | - | - | - | - | - | - |

### Enseignement
La commune est rattachée à l'académie de Grenoble.
Deux écoles se trouvent sur le territoire de la commune, une école publique ainsi qu'une école privée catholique,.
L'école publique accueillait 218 élèves pendant l'année scolaire 2021-2022. L'école privée comptait 140 élèves à la même période.

### Santé
En 2023, trois médecins généralistes sont répertoriés sur la commune par l'Annuaire Santé de l'Assurance Maladie. L'hôpital le plus proche est le Centre Hospitalier d'Aubenas.

### Cultes
L'église catholique Saint-Etienne de Saint-Etienne-de-Fontbellon dépend de la paroisse Saint-Benoit d'Aubenas.

Une salle du royaume destinée au culte des Témoins de Jéhovah est présente sur la commune.

### Médias
La commune est située dans la zone de distribution de deux organes de la presse écrite :
- L'Hebdo de l'Ardèche

Il s'agit d'un journal hebdomadaire français basé à Valence et couvrant l'actualité de tout le département de l'Ardèche.
- Le Dauphiné libéré

Il s'agit d'un journal quotidien de la presse écrite française régionale distribué dans la plupart des départements de l'ancienne région Rhône-Alpes, notamment l'Ardèche. La commune est située dans la zone d'édition de Privas, Aubenas et de la vallée du Rhône.

### Sports
La commune accueille un club de Tennis comptant 41 licenciés en septembre 2021,. Des clubs de pétanque, karaté, football et de handball sont aussi actifs.

Le village fut traversé par le Tour cycliste féminin international de l'Ardèche 2022 lors de la septième étape, le 12 septembre 2022.

## Culture et patrimoine

### Lieux et monuments
- Grotte sépulcrale avec mobilier chalcolithique et des âges du bronze et du fer : poterie, céramique au site de Gaude.
- Église Saint-Étienne de Saint-Étienne-de-Fontbellon du XIXe siècle.
- Chapelle Sainte-Anne, inaugurée en 1735 à la suite d'un vœu de Jean-Pierre Rigaud, restaurée en 2004.

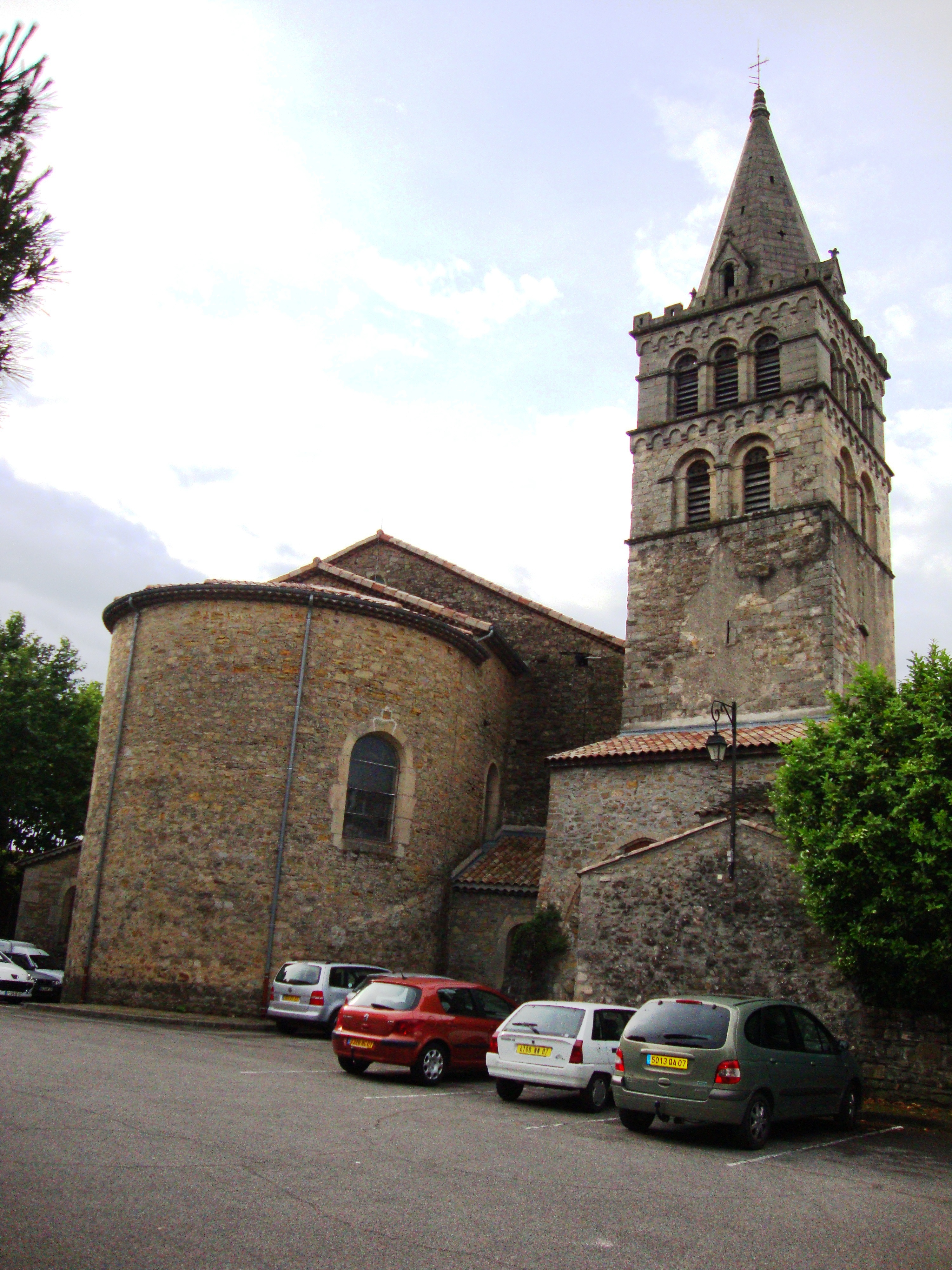
Église, chevet et tour.
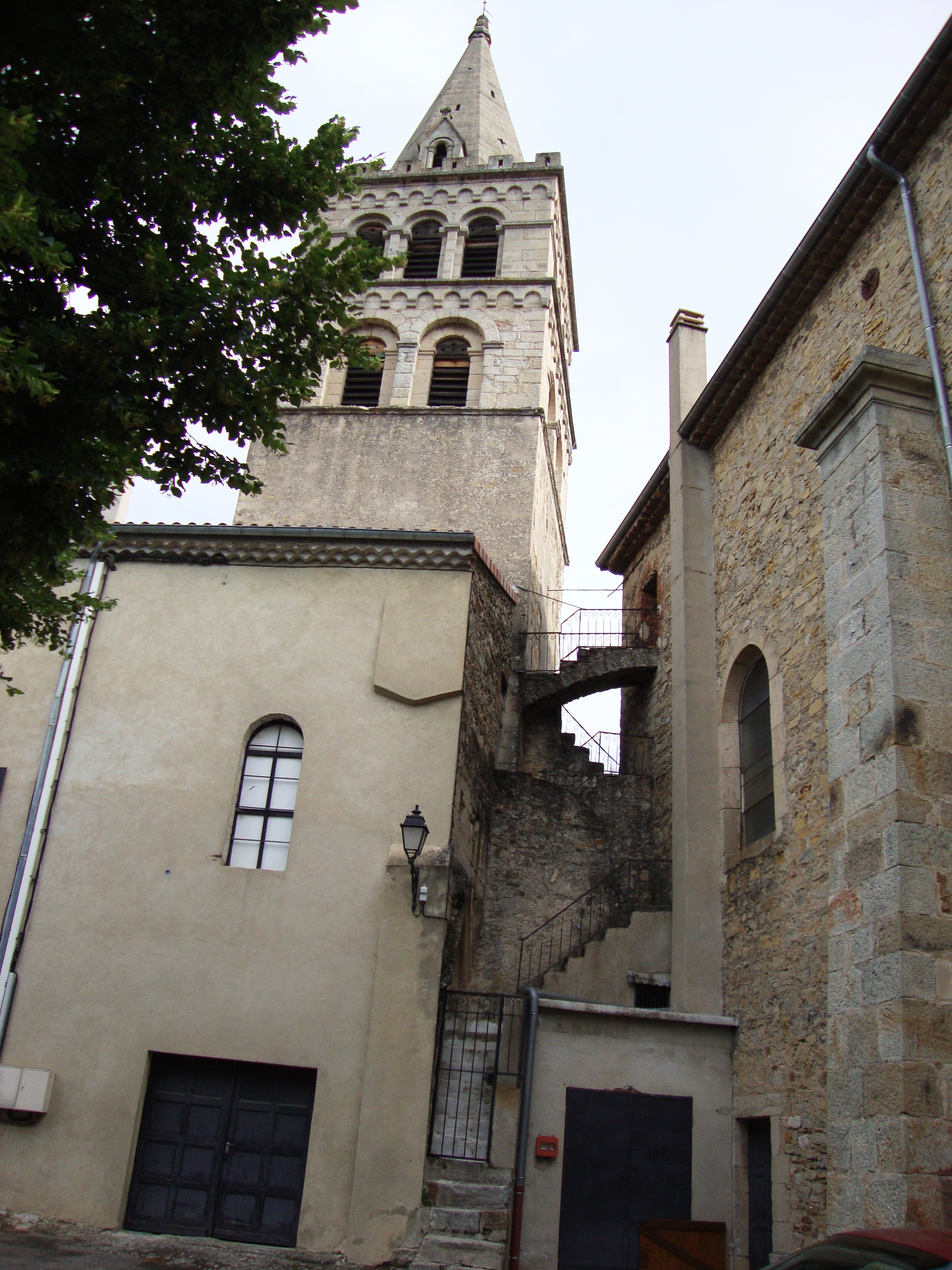
Église, escalier extérieur entre tour et nef.
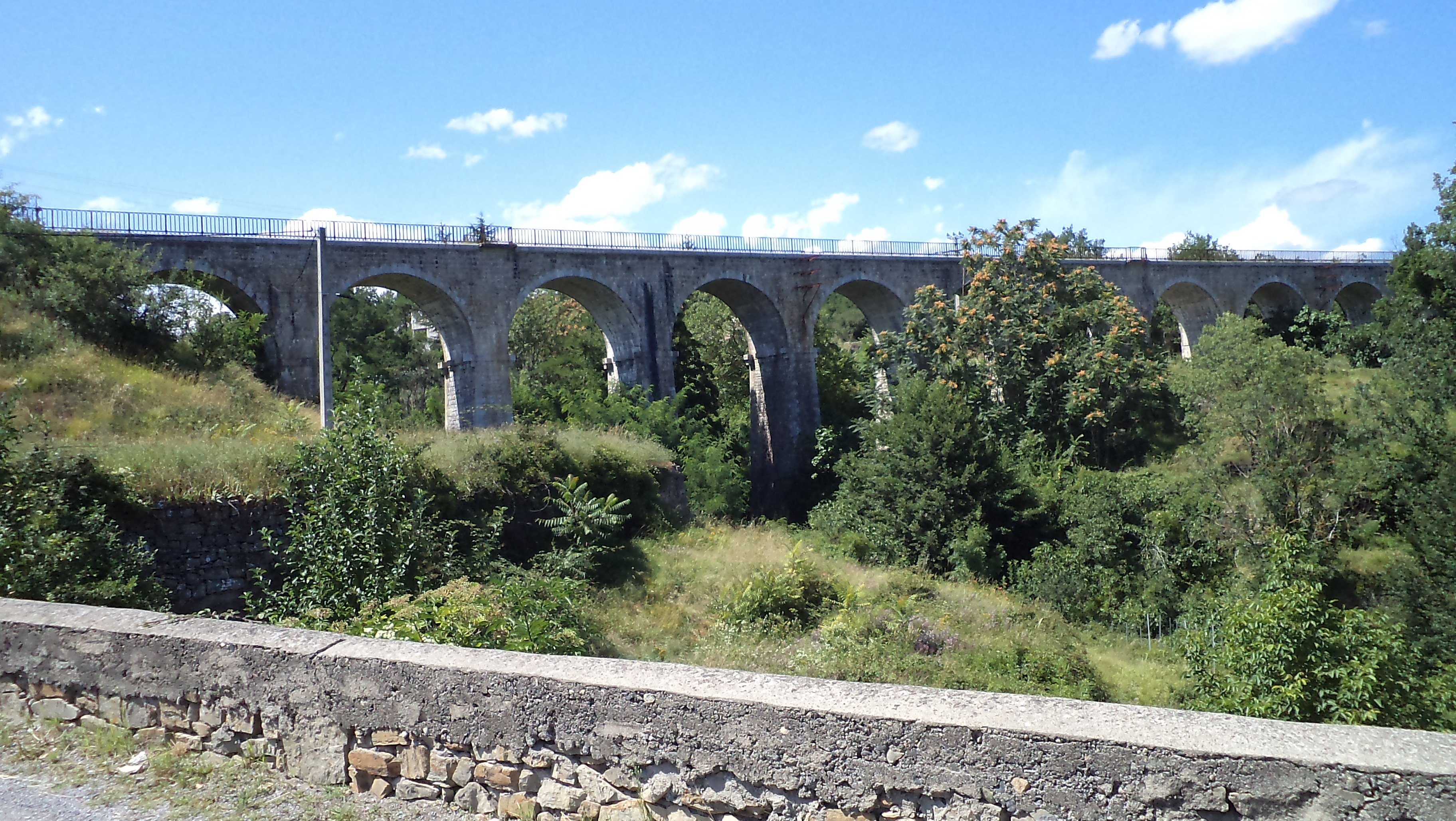
Viaduc ferroviaire de La Mure. Ancienne ligne de Vogüé à Lalevade-d'Ardèche
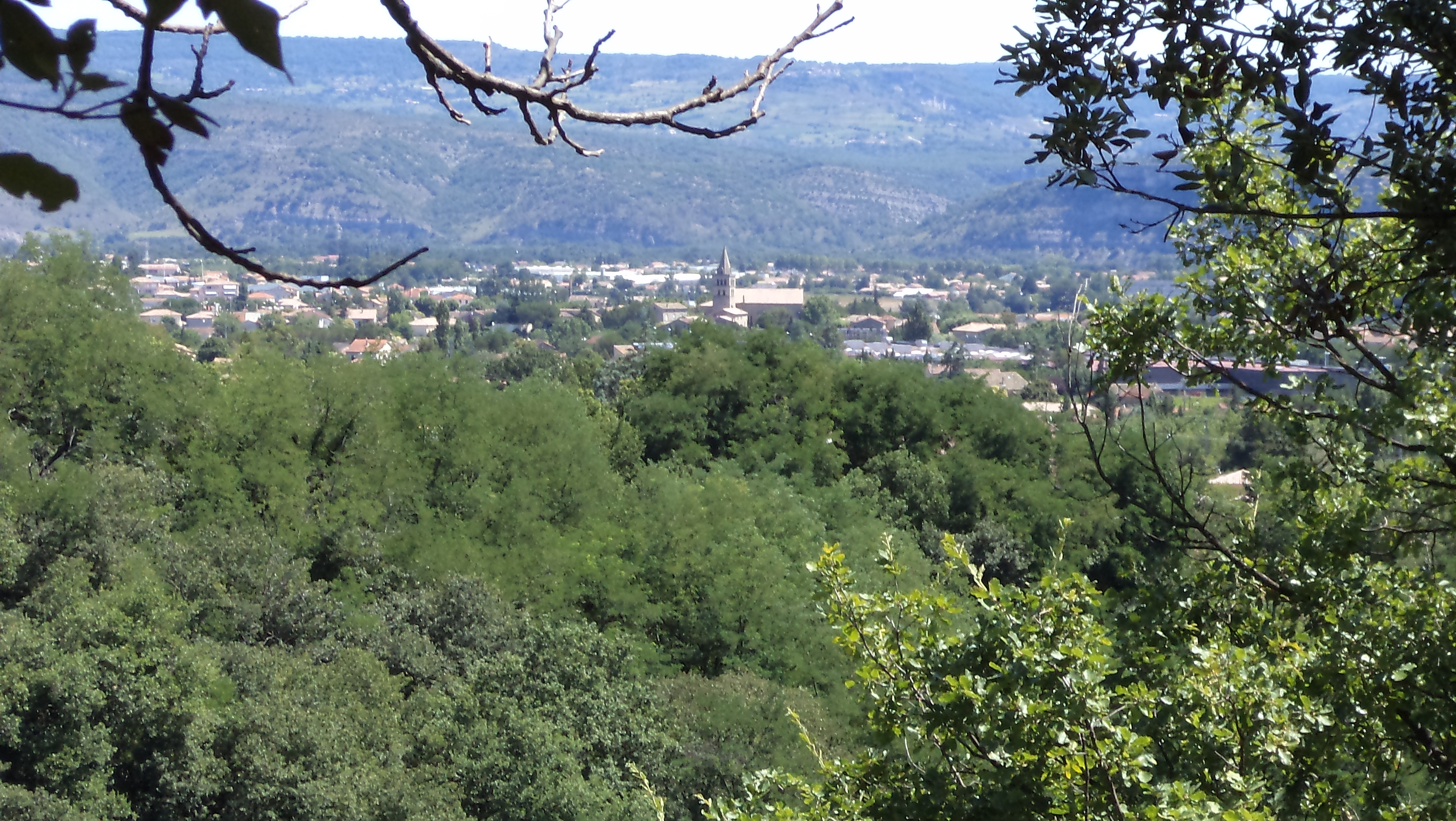
Village, vu depuis une colline.
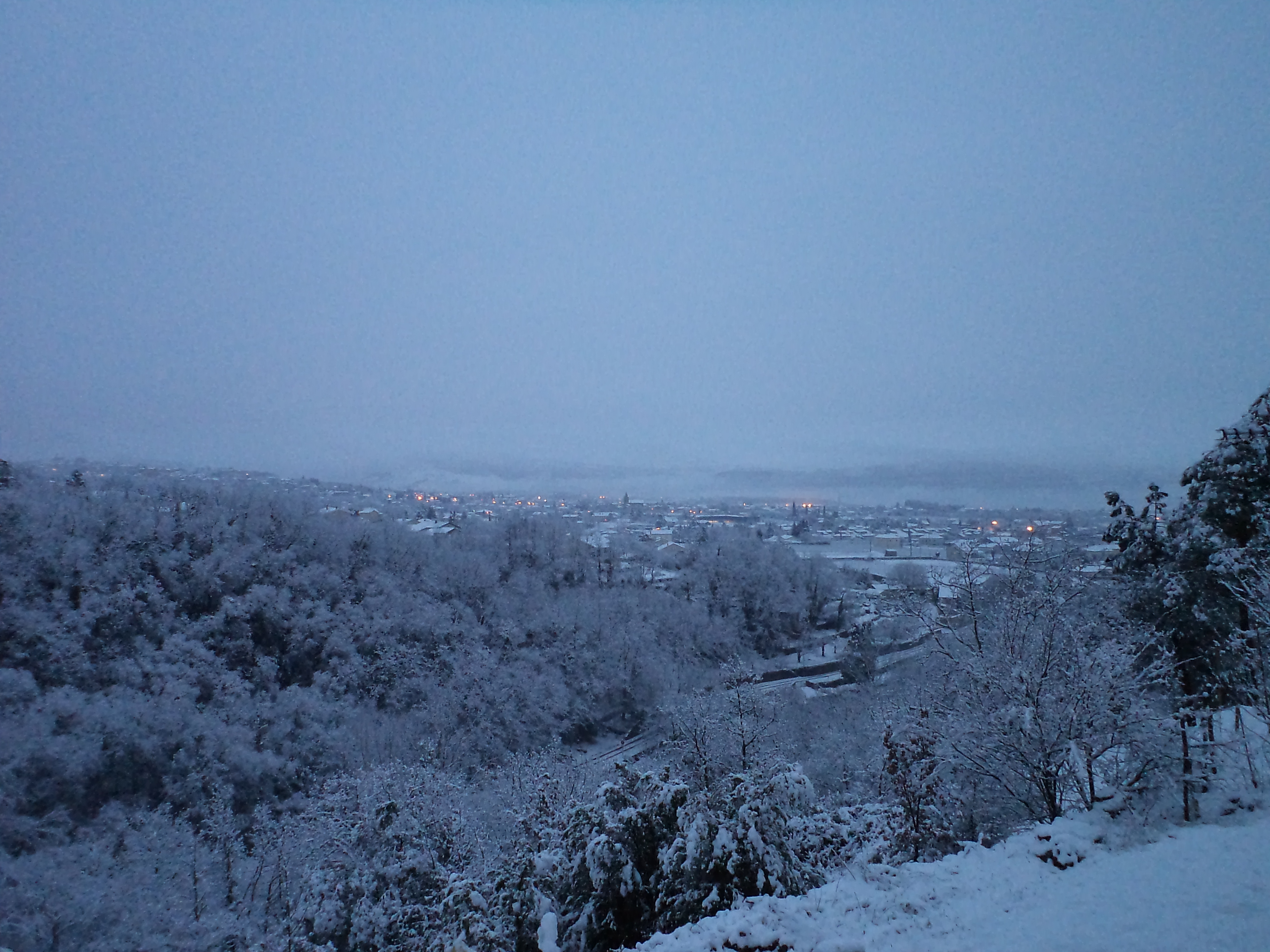
Lundi 11 février 2013, neige sur Saint-Étienne-de-Fontbellon vue depuis une colline.

### Héraldique
|  | Saint-Étienne-de-Fontbellon possède des armoiries dont l'origine et le blasonnement exact ne sont pas disponibles. |